# Walter Thurnherr
Walter Thurnherr (nascido em 11 de julho de 1963) é o Chanceler Federal da Suíça desde 1 de janeiro de 2016.

## A vida e o trabalho
Nascido em Muri, Thurnherr graduou-se como um físico na ETH de Zurique. Em 1989, entrou para as fileiras da Suíça e do corpo diplomático. Em 2002, ele foi nomeado chefe de pessoal do Departamento Federal dos Negócios Estrangeiros no âmbito Federal Conselheiro de Joseph Deiss. No ano seguinte, foi nomeado chefe de pessoal do Departamento Federal de Assuntos Econômicos, em primeiro lugar em Pascal Couchepin, em seguida, Joseph Deiss, e, finalmente, Doris Leuthard. Ele seguiu Leuthard, quando ela assumiu o Departamento Federal de meio Ambiente, Transporte, Energia e Comunicações em 2011 como chefe de gabinete.

### Chanceler Federal
Ele pôs-se à eleição para o sucesso Corina Casanova como Chanceler Federal da Suíça , em 9 de dezembro de 2015, o primeiro sem oposição do candidato em noventa anos de idade, e foi eleito pelo Swiss Federal de Montagem com 230 votos (234). Ele assumiu o cargo em 1 de janeiro de 2016.